# NGC 1258
NGC 1258 (również PGC 12034) – galaktyka spiralna z poprzeczką (SBc), znajdująca się w gwiazdozbiorze Erydanu. Została odkryta 19 listopada 1886 roku przez Francisa Leavenwortha. Galaktyka ta należy do gromady w Erydanie.